# Stylatula elongata
Stylatula elongata is een Pennatulaceasoort uit de familie van de Virgulariidae. De wetenschappelijke naam van de soort is voor het eerst geldig gepubliceerd in 1862 door Gabb.